# Cotton Ground
Cotton Ground (512 abitanti nel 2013) è un villaggio di Saint Kitts e Nevis, nei Caraibi. Copre una superficie di 6 km².
È situata a 17° 10' N e 62° 37' W, sull'isola di Nevis, ed è uno dei principali centri commerciali delle Isole Sopravento settentrionali.